# إيان فراي
إيان فراي (بالإنجليزية: Ian Fray)‏ هو لاعب كرة قدم أمريكي، ولد في 31 أغسطس 2002 في كوكونت كريك في الولايات المتحدة.